# Zámecký park Jemčina

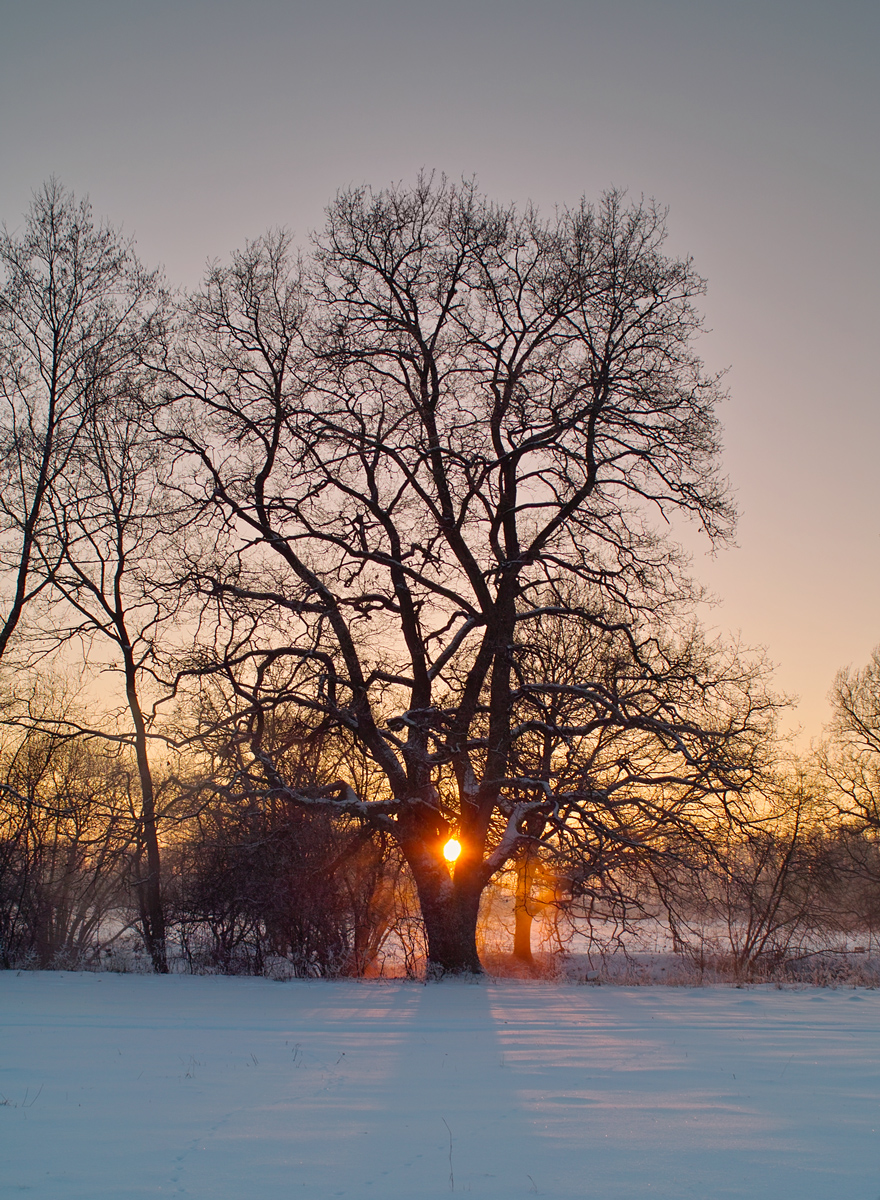
dub letní v zámeckém parku, břeh Nežárky

Zámecký park Jemčina je jedna z nejvýznamnějších dendrologických lokalit Třeboňska (okres Jindřichův Hradec). V parku a okolí roste řada starých dřevin a památných stromů, které nemají svým stářím a vzrůstem na Třeboňsku obdoby.

## Umístění a historie

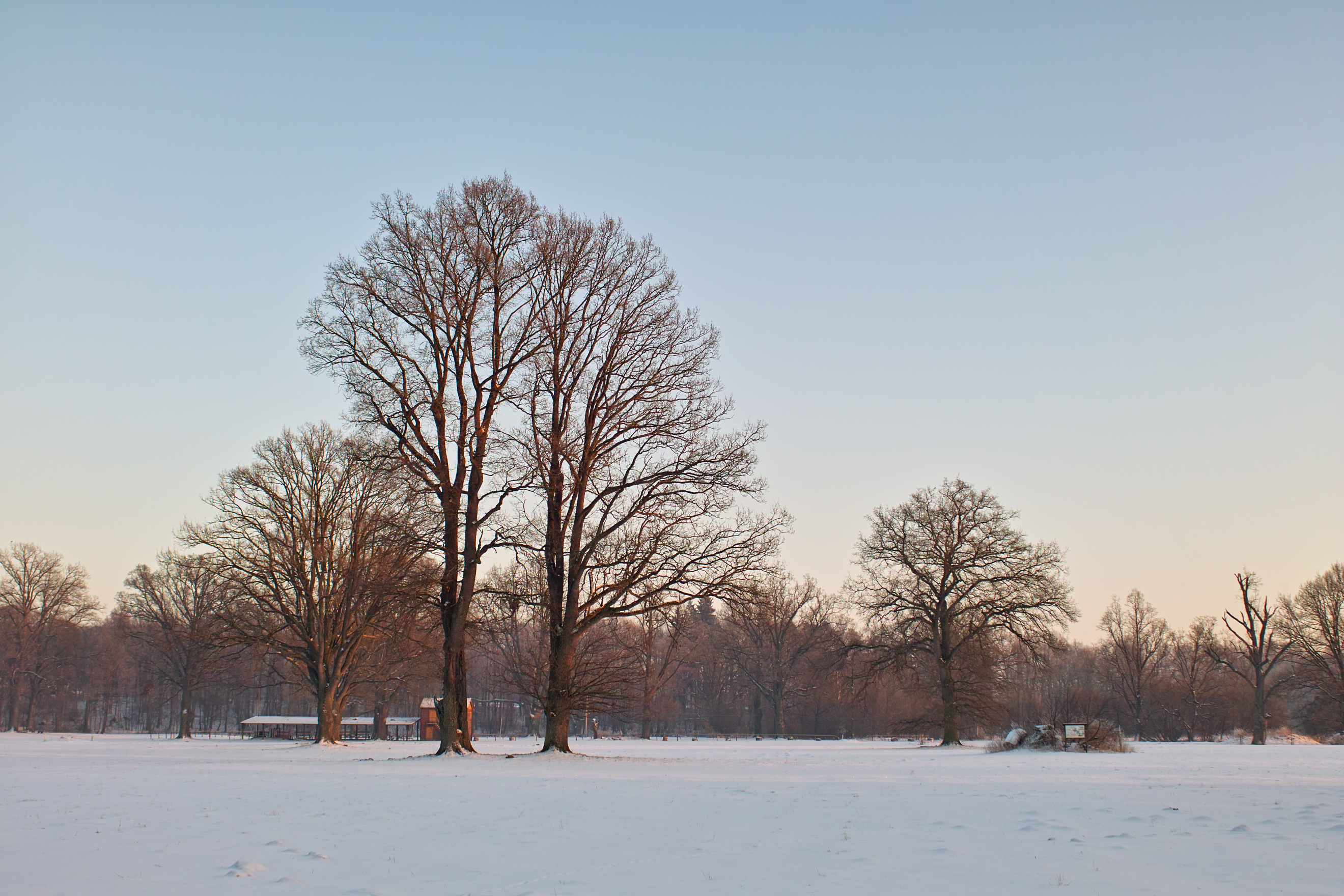
pohled do JV části

Park se rozkládá mezi zámkem Jemčina a řekou Nežárkou, zleva je lemován silnicí ze směru Novosedly nad Nežárkou, zprava 700 metrů dlouhým pásem stromů, který končí u jezu na řece. Park je veřejně přístupný (směrem od zámku, penzionu, nebo celoročně od hlavní silnice, za mostem).
Nejstarší zmínky o osídlení tohoto místa spadají do 14. století, kdy byl poprvé uváděn místní hospodářský dvůr. Současný název Jemčina pochází ze 16. století a znamená „klidná voda“ (souvisí s řekou Nežárkou). Roku 1673 byl zde pány Slavaty zřízen hřebčín. O 75 let později hrabě Černín dvůr přestavil na zámeček. Ten byl dále rozšiřován až do současné podoby. Na přelomu 18. a 19. století nechal Jan Rudolf Černín vybudovat v okolí Jemčiny cesty a lesní aleje. Okolí zámku bylo v následujících letech upraveno do podoby anglického parku, který se zachoval doposud.

## Plán parku
V roce 2015 byly aleje v zámeckém parku označeny cedulkami s počeštěnými názvy a na dostaveníčkách (rendez vous) byly umístěny mapy pro snadnější orientaci v parku i s původním označením, tak jak je dostávali i hosté Jana Rudolfa Černína na zámku Nový dům u hřebčince (Neuhaus bei Gestütthof), dnešního zámku Jemčina.

## Účel parku
Účelem parku bylo pořádání honů na vysokou zvěř prostřednictvím síly psů (par force de chiens) a každý lov byl zaznamenán lovčím do mapy se zakreslením trasy štvané vysoké zvěře, datu konání lovu, doby jeho trvání a trofeje, která byla získána. Těchto lovů se účastnili hosté z celé Evropy – protinapoleonské koalice a ve stájích zámku bylí k tomuto účelu trvale ustájeni koně Nosticů, Coloredo-Mansfeldů, Kinských, Clam-Martiniců.

## Významné stromy parku

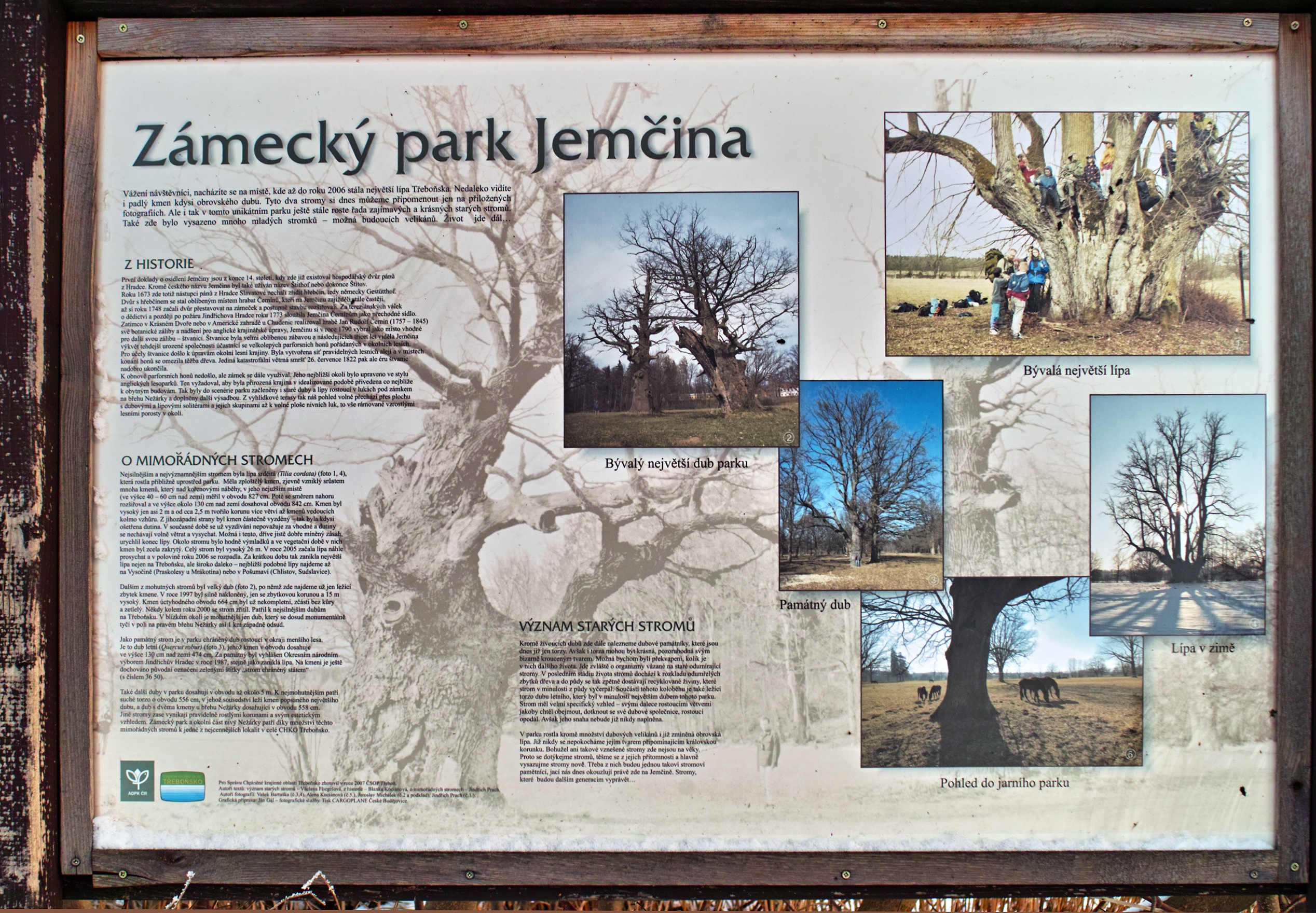
Informační tabule v zámeckém parku

### Borovice vejmutovky
V roce 1935 byla ukončena ochrana dvou památných borovicí vejmutovek. Jako úřední odůvodnění bylo uvedeno: „jsou již velmi špatné, jedna jest na půl suchá, kdežto druhá má vrcholek suchý a pomalu od vrchu dolů usychá“
Vejmutovky již v parku nejsou. Dodnes se zachovaly především duby letní a lípy malolisté (srdčité).

### Jemčinská lípa
Nejvýznamnějším stromem parku byla památná Jemčinská lípa. Její stáří bylo odhadováno na 400 let a rostla zhruba 80 metrů od řeky. Strom se rozpadl v červnu 2006, kdy se rozlomil její krásný kmen připomínající královskou korunu. U stanoviště lípy je dnes umístěna informační tabule s její fotografií.

### Největší dub parku – původní

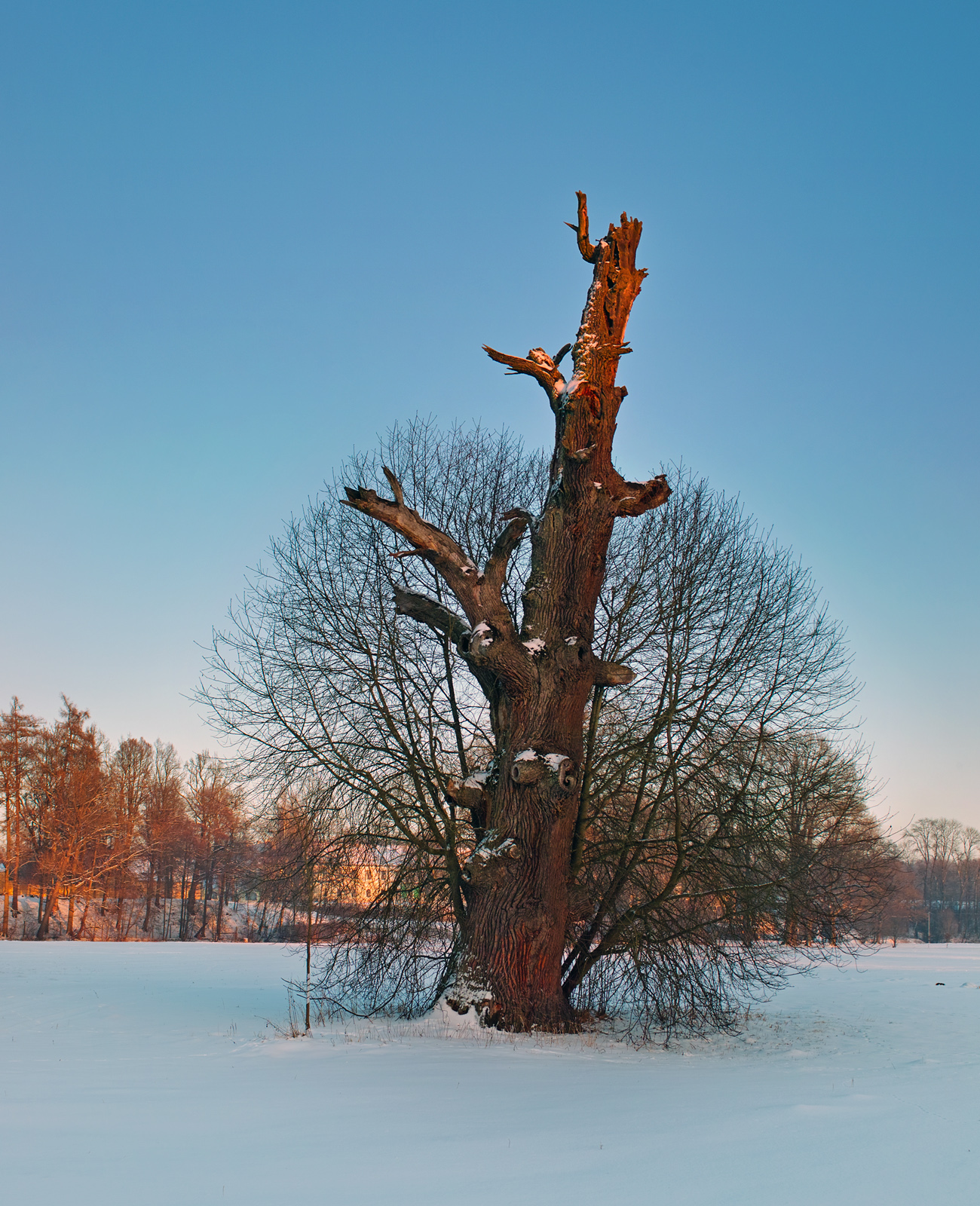
torzo třetího největšího dubu, obvod 556 cm

- souřadnice: 49°5'46.558"N, 14°50'57.816"E

Původně největší místní dub se již v parku nenachází. V roce 2002 byl ještě částečně živý, ale silně olámaný, poškozený a místy bez kůry. Nedlouho nato padl, minimálně 5 let ještě v parku leželo jeho torzo, dnes (2010) už je odklizen. Před pádem (ale již nekompletní) měl dub obvod 664 cm a výšku 15 m.
15 metrů severně od tohoto místa dodnes (2010) stojí torzo dalšího dubu, třetího nejmohutnějšího v parku (556 cm). Fotografie obou stromů jsou umístěny na informační tabuli u lípy. Největší dub – ještě živý – byl zachycen v televizním pořadu Paměť stromů, konkrétně v dílu č.6, Stromy nad hladinou.

### Dvoukmenný dub u Nežárky
- souřadnice: 49°5'42.778"N, 14°50'57.803"E

V současnosti nejmohutnější živý dub v parku roste přímo na břehu Nežárky. Najdeme ho, pokud půjdeme západně od informační tabule směrem k řece. Pravý terminál stromu již nemá původní vrchol, jeho kmen je podélně puklý a částečně dutý. Obvod stromu je 558 cm (aktuální k r.2010). Strom není vyhlášený jako památný.

### Jemčinský dub
- souřadnice: 49°5'49.265"N, 14°50'53.789"E

Poslední památný strom parku roste v jeho severozápadním cípu. Dub letní s aktuálním obvodem 474 cm byl vyhlášen jako památný již v roce 1987. Dodnes nese původní štítek „strom chráněný státem“, ač je před ním již instalována tabule „památný strom“.

## Významné stromy v okolí parku

### Jemčinská alej
Silnici JJV od zámku (směrem na osadu Šimanov) lemuje alej lip malolistých vysázená pravděpodobně za Jana Rudolfa Černína. Devět nejstarších stromů je od 1.1.1988 vyhlášeno jako památných. Jejich stáří přesahuje 200 let a jsou v různém zdravotním stavu. Některé již obsahují dutiny s výraznými adventivními kořeny.

### Veledub
Zhruba kilometr západně od zámeckého parku (180 metrů od břehu Nežárky) stojí nejmohutnější dub Třeboňska – Veledub. Tento památný strom s obvodem zhruba 850 centimetrů se těší relativně dobrému zdravotnímu stavu, ke kterému přispělo i nedávné odborné ošetření.

### Duby u Zadního dvora
Šest památných dubů o obvodu 550–670 cm je roztroušeno ve zhruba 2 km dlouhém pásu mezi Veledubem a samotou U Blažků. Stromy jsou v různém stavu, některé proschlé a místy již bez kůry. Jako památné byly vyhlášeny 1.1.1988.

## Významné stromy v okolí Jemčiny
- Hatínský buk
- Hatínský klen